# Hans Bendix
Hans Bendix (* 14. April 1909 in Breslau; † 13. Mai 1988 in Staßfurt) war ein deutscher Chemiker.

## Leben
Bendix besuchte das Johannesgymnasium Breslau und studierte anschließend von 1929 bis 1931 Chemie an der Friedrich-Wilhelm-Universität seiner Geburtsstadt. Er wechselte dann an die Technische Hochschule Breslau und setzte dort sein Studium bis 1936, unterbrochen von der Leistung des Wehrdienstes in den Jahren 1934/35, fort. Nach bestandenem Diplom promovierte er 1939 an der Technischen Hochschule. Bereits ab 1938 war er als Chemiker für die Staßfurter Firma Ergethan tätig. Diese Beschäftigung dauerte bis 1945 an. Er übernahm dann die Leitung eines gleichfalls in Staßfurt ansässigen Betriebes, der sich mit der Herstellung von Haushaltschemikalien beschäftigte.
1953 erhielt er dann eine Anstellung als Produktionsdirektor bei Fahlberg-List, einem großen Chemiewerk im Magdeburger Stadtteil Salbke. Im Jahr 1958 wurde er technischer Direktor, 1967 dann Forschungsdirektor des Unternehmens. Er war maßgeblich für die bedeutende Stellung des Unternehmens im Bereich der wissenschaftlichen Forschung verantwortlich. In kurzer Zeit wurde eine Großanlage zur Herstellung von Hexachlorcyclohexan (Lindan), eines zur damaligen Zeit als Insektizid eingesetzten, später wegen seiner schädlichen Umweltwirkungen nicht mehr verwendeten Stoffes, entwickelt und gebaut. Am 4. September 1964 veröffentlichte das Neue Deutschland ein Interview mit Hans Bendix. Auf Nachfrage bestätigte Bendix, dass die Chemieindustrie der DDR auf dem Gebiet der Herbizide Rückstände hinter führenden Ländern habe. Er forderte eine bessere Konzentration der Forschungskräfte und eine Ausweitung der Kompetenzen des Wissenschaftlich-Technischen Zentrums.
Neben der Arbeit an Schädlingsbekämpfungs- und Pflanzenschutzmitteln arbeitete er auch im Bereich der Pharmazie, so insbesondere bei Amphetamin, Mitteln gegen Husten und Röntgenkontrastmitteln. Von 1970 bis 1972 war er als Direktor des als Zweigwerks zu Fahlberg-List gehörenden Schönebecker Traditionsbetriebs Hermania tätig. Von 1972 bis 1974 wirkte er dann als Bereichsleiter für chemische Erzeugnisse. Wichtig waren auch seine Beiträge zur Rationalisierung der Produktion von Düngemitteln und anderen chemischen Produkten.

## Werke
- Versuch zur Synthese des Isochinuclidins, Dissertation 1938.